# Dallas Bixler
Dallas Denver Bixler (Hutchinson, 17 febbraio 1910 – Buena Park, 13 agosto 1990) è stato un ginnasta statunitense.

## Palmarès
Olimpiadi
- 1 medaglia:
  - 1 oro (sbarra a Los Angeles 1932).